# زباله‌های فضایی
زباله‌های فضایی (English: Space Debris) چیزهای گوناگون ساختهٔ انسان هستند که در مدار زمین در حال گردشند، اما دیگر به درد نمی‌خورند (کارایی ندارند). زباله فضایی در واقع بقایای فعالیت بشر در فضا است، از قطعات سفینه‌ها گرفته تا قسمت‌هایی از سفینه که در مراحل مختلف مأموریت فضایی از آن جدا می‌شوند یا هر چیز دیگری که در مدار زمین رها شده و دیگر کاربردی ندارد. ناسا هم در سال ۲۰۱۱، گزارش کرد که میزان این زباله‌های فضایی به نحو تصاعدی افزایش یافته و به مرز بحران رسیده‌است. تا جایی که پروفسور ویتالی آدوشکین استاد آکادمی علوم روسیه، می‌گوید زباله‌های فضایی، به خصوص زباله‌های بجا مانده از ماهواره‌های نظامی، می‌تواند باعث تنش سیاسی و نظامی بین کشورهای حاضر در فضا شود: «کشوری که مالک ماهواره آسیب دیده و تخریب شده‌است بزحمت بتواند عامل اصلی این برخورد را به سرعت شناسایی کند. این یک مسئله سیاسی خطرناک است.»

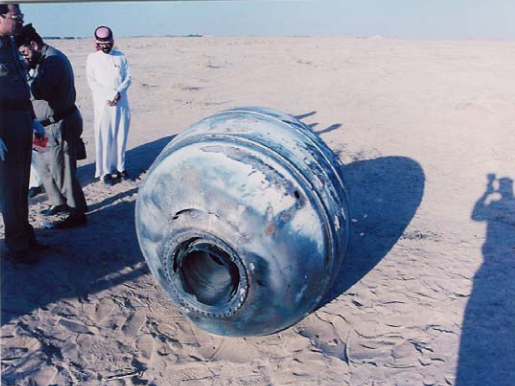
مقامات سعودی در حال بررسی یک مخزن سوخت پرتابگر آمریکایی در بیابان‌های این کشور

## برآورد

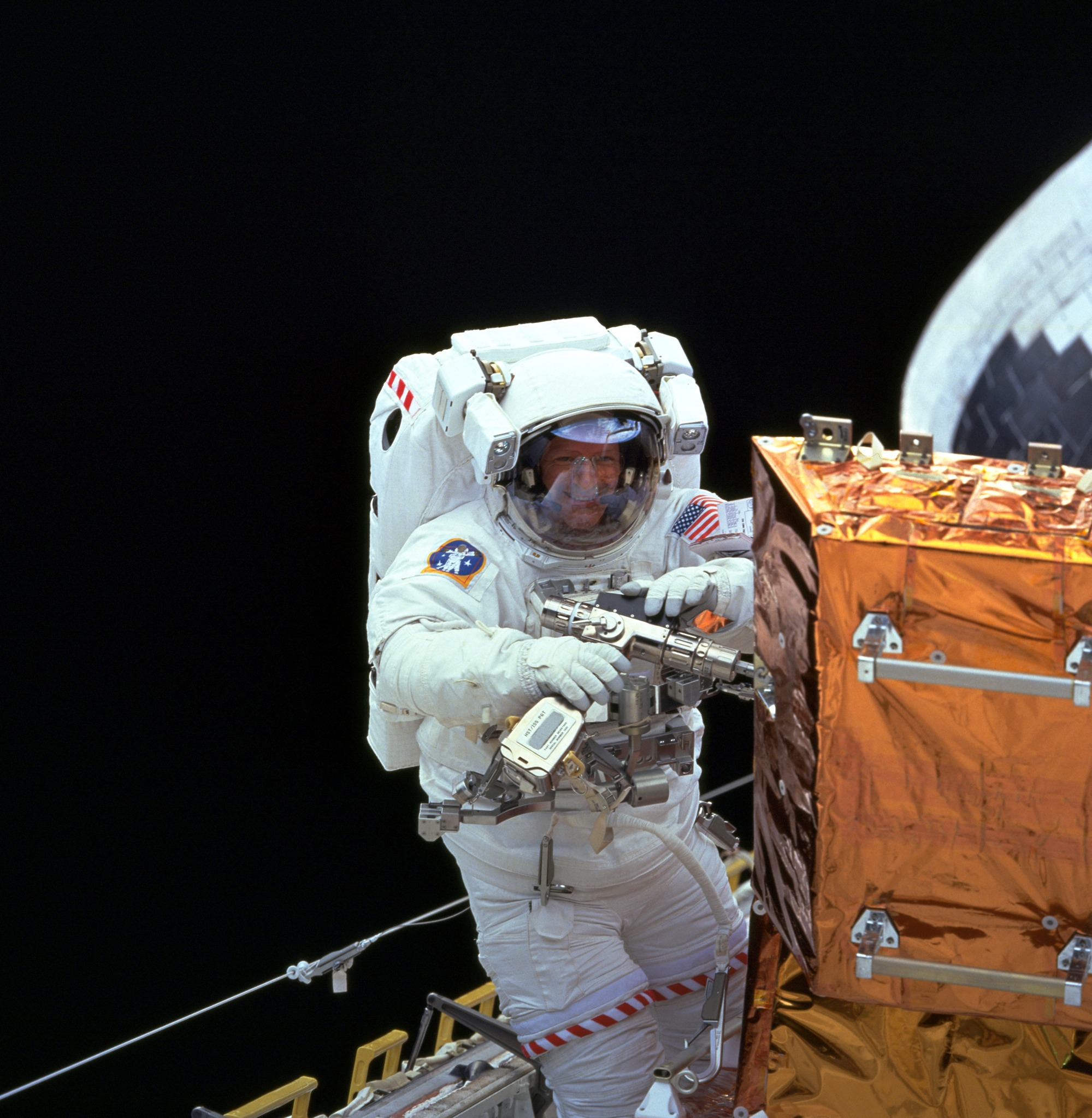
متخصص آژانس فضایی اروپا در حال کار روی تلسکوپ فضایی هابل

برآورد می‌شود که تعداد این چیزها ده‌ها میلیون باشد و از این تعداد بیش از پانصد هزار آنها به هنگام چرخش بر مدار زمین رهگیری می‌شوند. با توجه به سرعت این زباله‌ها که در حدود ۱۷٬۵۰۰ مایل در ساعت است امکان آسیب رساندن به ماهوارهها و سفینه‌های فضایی حتی توسط قطعات نسبتاً کوچک وجود دارد. ناسا هشدار داده بیش از ۲۰ هزار قطعه بزرگتر از توپ تنیس و بیش از نیم میلیون قطعه بزرگتر ار تیله در مدار زمین پراکنده‌اند که بیش از همه ایستگاه فضایی بین‌المللی، شاتل‌ها و سفینه‌های سرنشین‌دار را تهدید می‌کنند. سازمانهای فضایی آمریکا و روسیه بیش از ۲۳ هزار قطعه بزرگتر از ده سانتی‌متر را در فضا زیر نظر دارند، اما گفته می‌شود نیم میلیارد ذره کوچکتر از ده سانتی‌متر و تریلیون‌ها ذره کوچکتر در فضای اطراف زمین در گردشند. میزان زباله‌های فضایی در مدارهای پایین در نیم قرن اخیر به میران چشمگیری افزایش یافته و در صورتی که این زباله‌ها پاک نشوند، برخورد «زنجیره‌ای» این قطعات سرگردان با همدیگر، ذراتی کوچکتر و متعددتر ایجاد خواهد کرد.

## آسیب‌ها
این زباله‌ها همگی با سرعت ۲۸ هزار کیلومتر در ساعت حرکت می‌کنند و حتی اگر خیلی کوچک باشند باز هم می‌توانند به ماهواره‌ها و سفینه‌های فضایی آسیب بزنند. ایستگاه فضایی بین‌المللی در سال ۲۰۱۴، پنج بار مجبور شده برای جلوگیری از برخورد با زباله‌های فضایی به مانورهای تغییر مسیر متوسل شود. بر اساس دستورالعمل‌های ناسا، اگر احتمال برخورد زباله‌های فضایی با ایستگاه فضایی بین‌المللی یا سفینه‌ای بیش از یک در صدهزار باشد و این مانور در اهداف مأموریت تغییر اساسی ایجاد نکند، سفینه باید مانورهای تغییر مسیر انجام دهد. اما اگر احتمال برخورد بیش از یک در ده هزار باشد مانور باید انجام شود مگر آنکه برای فضانوردان خطرناک باشد. این مانورها معمولاً جزئی هستند و یک تا چند ساعت قبل از زمان برخورد احتمالی انجام می‌شوند.
در سال ۱۹۹۶، یک ماهواره فرانسه بعلت برخورد با قطعات بجا مانده از یک موشک فرانسوی که ده سال پیش از آن منفجر شده بود آسیب دید.
در سال ۲۰۰۹ یک ماهواره از رده خارج روسیه با ماهواره تجاری ایریدیوم آمریکا برخورد و آن را منهدم کرد. این برخورد دو هزار قطعه دیگر در فضای اطراف کره زمین رها کرد.
چین در سال ۲۰۰۷ برای انهدام یک ماهواره از رده خارج خود از یک موشک استفاده کرد که برخوردش با آن ماهواره بیش ار ۳۰۰۰ قطعه زائد در مدار زمین رها کرد. شش سال بعد، ماهواره بلیتس روسیه، به دلیل برخورد با یکی از این قطعات از کار افتاد.
در هشتم تیر ۱۳۹۰ خطر برخورد یکی از این اشیاء به ایستگاه بین‌المللی فضایی به وجود آمد و در حالی که فضانوردان مستقر در ایستگاه در دو کپسول سایوز پناه گرفته بودند، شیئ ناشناخته از فاصله‌ای در حدود ۳۳۰ متری ایستگاه رد شد.
بیشتر زباله‌های فضایی درمداری به دور زمین می‌گردند که از دو قطب می‌گذرد.
برخی از ساکنان کالیفرنیا در شب ۱۷ مارس، رگه‌های شعله‌وری از نور را بالای سر خود دیدند. شاهدان این رویداد آتشین که حدود ۴۰ ثانیه به طول انجامید، ویدئوهایی را از این پدیده مرموز در شبکه‌های اجتماعی منتشر کردند. پس از مشاهده این رویداد، «جاناتان مکداول»(Jonathan McDowell)، اخترشناس و اخترفیزیکدان «مرکز اخترفیزیک هاروارد اسمیتسونین» در یک توئیت نوشت که این گلوله‌های آتشین، نتیجه طبیعی پایان عمر زباله‌های فضایی هستند که در جو زمین می‌سوزند.